# Convolvulus palustris
Convolvulus palustris är en vindeväxtart som beskrevs av Antonio José Cavanilles. Convolvulus palustris ingår i släktet vindor, och familjen vindeväxter. Inga underarter finns listade i Catalogue of Life.